# Hanwha Life Esports
Hanwha Life Esports (HLE) là một tổ chức thể thao điện tử Hàn Quốc có trụ sở tại Seoul thuộc sở hữu của Hanwha Life Insurance. Đội thi đấu bộ môn Liên Minh Huyền Thoại và Kart Rider, và đang thi đấu tại LCK, giải đấu chuyên nghiệp cấp cao nhất của Hàn Quốc dành cho bộ môn Liên Minh Huyền Thoại.
Vào giữa năm 2018, HLE đã mua lại đội tuyển Liên Minh Huyền Thoại và suất LCK của Tigers. Tại Chung kết thế giới 2015, HLE (với tư cách là KOO Tigers) đứng thứ hai bảng đấu trong vòng bảng, trước khi đánh bại KT Rolster và Fnatic lần lượt ở tứ kết và bán kết. Đội kết thúc với vị trí á quân sau khi đối mặt với SK Telecom T1 trong trận chung kết ở Berlin, Đức.
HLE (với tư cách là ROX Tigers) đã giành được danh hiệu LCK đầu tiên sau khi giành quyền vào vòng play-off giải LCK Mùa hè 2016. Tại Chung kết thế giới 2016, đội đã về đích ở vị trí thứ ba sau khi để thua SK Telecom T1 ở bán kết với tỉ số 2–3, mặc dù đã dẫn trước 2–1 trong loạt Bo5.

## Lịch sử

### Giai đoạn Tigers

#### 2014
Tigers là một đội tuyển Liên Minh Huyền Thoại có trụ sở tại Hàn Quốc, được thành lập vào tháng 11 năm 2014 do công ty YY của Trung Quốc tài trợ. Danh sách ban đầu, được công bố dưới cái tên HUYA Tigers, bao gồm các thành viên cũ của NaJin Sword, NaJin Shield, và Incredible 1: Smeb (Top), Lee (Jungle), KurO (Mid), PraY (AD Carry) và GorillA (Hỗ trợ) bao gồm đội hình ban đầu, với NoFe là huấn luyện viên. Ngay sau khi thành lập, đội đã đủ điều kiện tham dự vòng loại League of Legends Champions Korea (LCK) Mùa Xuân, lần đầu tiên trong vòng bảng trên Team Avalanche. Họ đã chiến thắng 2–1 trong trận chung kết và đã thành công trong việc giành chức vô địch SBENU Mùa Xuân năm 2015. Trong mùa giải tiếp theo, HUYA Tigers đã giành vị trí thứ ba với KT Rolster, với 7 điểm. Họ đổi tên thành GE Tigers vào đầu Mùa Xuân.

#### 2015
GE Tigers bắt đầu là đội hàng đầu tại Hàn Quốc trong mùa giải đầu tiên của họ tại LCK, ở vị trí đầu tiên với tỷ số trận đấu 7–0 và trận đấu 14–2 vào cuối tuần 6 của Mùa Xuân. Vị trí này đã thu hút họ được mời đến Intel Extreme Masters Season IX hồi tháng 3.
Tại giải vô địch thế giới, Koo Tigers đứng thứ 2 trong bảng xếp hạng với tỷ số 4–2 và tiến đến vòng bảng. Họ đánh bại KT Rolster 3–1 trong trận tứ kết. Vào ngày 24 tháng 10 năm 2015, họ đã thực hiện cú quét sạch 3–0 trước Fnatic ở bán kết, nhưng chỉ dừng lại ở vị trí á quân sau khi để thua trước SKT 3–1 ở chung kết.
KooTV đã ngừng tài trợ cho đội vào tháng 11, và đổi tên thành chỉ là Tigers. Vào tháng 1 năm 2016, đội một lần nữa đổi tên, lần này là ROX Tigers.

#### 2016
Ở LCK Mùa Xuân 2016, ROX Tigers kết thúc vòng bảng ở vị trí thứ nhất và gặp SKT T1 trong trận chung kết. ROX Tigers gây ấn tượng với thế giới bằng sự thống trị của họ ở Hàn Quốc và lối chơi gần như hoàn hảo trong vòng bảng. Tuy nhiên, ROX Tigers đã thất bại trước SKT T1 với tỉ 3–1, kết thúc LCK Mùa Xuân ở vị trí thứ 2.
Mùa Hè 2016, những chú hổ lại một lần nữa nắm thế độc tôn ở vòng bảng, cùng với việc đại kình địch SKT thất bại đầy bất ngờ trước KT, ROX Tigers dễ dàng trừng phạt những sai lầm của đối thủ, nhất là cú trừng phạt còn 2 máu của người đi rừng phía KT là Score để có chức vô địch LCK đầu tiên của mình.
Đến Chung kết thế giới 2016 với tư cách hạt giống số 1 Hàn Quốc, ROX Tigers băng băng tiến vào bán kết. Duyên số lại đẩy họ gặp SKT, một lần nữa, những chú hổ lại dừng bước trước SKT với tỉ số 2–3.
Cuối mùa giải 2016, toàn bộ đội hình của họ giải tán khiến người hâm mộ vô cùng tiếc nuối cho một đội tuyển tài năng và gắn bó với nhau.

#### 2017
Ngày 22 tháng 12 năm 2016, ROX Tigers đã công bố đội hình mới cho mùa giải 2017 bao gồm: đường trên: "Shy" Sang Myun Park, "Lindarang" Man Heung Heo, đi rừng: "Seonghwan" Seong Hwan Yoon, đường giữa: "Mickey" Young Min Son, xạ thủ: "Sangyoon" Sang Yoon Kwon, hỗ trợ: "Key" Han Ki Kim. Với những thành viên nổi bật như Shy, Mickey hay hỗ trợ đầy tiềm năng của ESC Ever mùa trước – Key, ROX Tigers 2017 hứa hẹn sẽ là một đội tuyển đáng gờm tại LCK. Tuy nhiên, khi LCK Mùa Hè 2017 kết thúc, họ chỉ có được vị trí thứ 7 với hiệu số thắng–thua là 6–12.
Khi LCK Mùa Hè khởi tranh, ROX Tigers không có nhiều thay đổi trong đội hình và vì vậy, họ cũng kết thúc giải với vị trí thứ 7 với hiệu số thắng-thua cũng là 6–12.

### Giai đoạn HLE

#### 2018
Giữa năm 2018, Hanwha Life Insurance mua lại đội Liên Minh Huyền Thoại và suất thi đấu LCK của ROX Tigers. Đội sau đó được đổi tên thành Hanwha Life Esports (HLE). Họ hoàn thành giải Mùa Hè ở vị trí thứ 6 và do đó không đủ điều kiện để tiến đến vòng play-off.